# Lars Osa
Lars Osa (né le 13 août 1860 et décédé le 9 février 1958) est un violoniste et peintre norvégien.

## Biographie
Lars Andersen naît dans le village d'Ulvik, dans la municipalité d'Ulvik, dans le comté de Hordaland, en Norvège. Alors qu'il n'a que 5 ans, Lars Osa déménage avec sa famille du (grand) village d'Ulvik au (très petit) village d'Osa, situé à environ 8 kilomètres de là, à l'extrémité du fjord d'Osa, un bras du fjord de Hardanger. Il grandit dans un environnement caractérisé par une tradition folklorique vivante. Il rend visite à Knud Bergslien à Eidfjord et reçoit de lui ses premières leçons d'art. La même année, il se rend à Christiania et devient élève à Tegneskolen. En 1882, il est admis à l'Académie des beaux-arts de Copenhague, au Danemark. Il y étudie jusqu'en 1885 et continue à suivre les cours des peintres danois Laurits Tuxen (1853-1927) et Peder Severin Krøyer jusqu'en 1886. Grâce à une bourse de voyage, il se rend à Paris, en France, à l'automne et à l'hiver 1897 et 1898.
Étant donné qu'une grande partie de ce qu'Osa avait étudié soulignait la continuité entre les décorations médiévales et l'art populaire, il était naturel pour lui d'examiner les fresques norvégiennes. Il effectue des recherches dans plusieurs églises médiévales norvégiennes : L'église de Kinsarvik, l'ancienne église de Tingelstad, l'église de Tingvoll et l'église de Slidre. Parmi ses décorations d'église notables, on peut citer l'église d'Ulvik, qu'il décore d'une rose en 1923, et l'église de Heddal Stave, où Lars Osa peint La Résurrection en 1908. D'autres œuvres remarquables sont l'église de Haram et l'église de Granvin,.
Il est représenté à la Galerie nationale de Norvège avec le tableau Tjenestepiken (1889). Un monument à sa mémoire, réalisé par le sculpteur américano-norvégien Lars Fletre, est inauguré en 1967 au musée national d'Ulvik. Osa écrit le livre de souvenirs Med pensel og feleboge en 1954, à l'âge de 94 ans,

## Travaux notables
- Tjenestepiken (1889)
- Ola Mosafinn (1887)
- Faderen (1889)
- Ivar Aasen (1895)
- Barnebegravelse i Valle (1895)
- Et menneske (1897)
- Et bryllup i Setesdal (1903)
- Oppbyggelse i Valle (1904)
- Ein trøyt spelemann (1912)
- Barnedåp i Valle (1916)